# Campionati europei di nuoto 2012 - Staffetta 4x200 metri stile libero maschile
La staffetta 4x200 m stile libero maschile degli Europei 2012 è stata disputata il 26 maggio 2012 e vi hanno partecipato 12 nazionali. Le batterie si sono svolte al mattino e la finale il pomeriggio dello stesso giorno.

## Podio
| Pos.    | Nazione  | Atleti                                                                                           |
| ------- | -------- | ------------------------------------------------------------------------------------------------ |
| Oro     | Germania | Paul Biedermann Dimitri Colupaev Clemens Rapp Tim Wallburger                                     |
| Argento | Italia   | Gianluca Maglia Riccardo Maestri Samuel Pizzetti Filippo Magnini Alex Di Giorgio* Marco Belotti* |
| Bronzo  | Ungheria | Dominik Kozma Gergő Kis Péter Bernek László Cseh                                                 |

## Record
Prima della manifestazione il record del mondo (RM), il record europeo (EU) e il record dei campionati (RC) erano i seguenti.
| Record mondiale       | 6'58"55 | Stati Uniti | 31 luglio 2009 Roma     |
| Record europeo        | 6'59"15 | Russia      | 31 luglio 2009 Roma     |
| Record dei campionati | 7'06"71 | Russia      | 14 agosto 2010 Budapest |

## Risultati

### Batterie
| Pos. | Nazione    | Atleti | Tempo   | Batteria | Corsia | Note |
| ---- | ---------- | --- | ------- | -------- | ------ | ---- |
| 1    | Italia     | Alex Di Giorgio (1'48"62) Marco Belotti (1'48"08) Gianluca Maglia (1'47"91) Samuel Pizzetti (1'51"06)          | 7'15"67 | 2        | 7      | Q    |
| 2    | Germania   | Tim Wallburger (1'48"53) Dimitri Colupaev (1'49"76) Clemens Rapp (1'49"52) Paul Biedermann (1'47"96)           | 7'15"77 | 1        | 5      | Q    |
| 3    | Ungheria   | Dominik Kozma (1'49"35) Gergő Kis (1'49"52) Péter Bernek (1'50"13) László Cseh (1'49"84)                       | 7'18"84 | 1        | 2      | Q    |
| 4    | Belgio     | Yoris Grandjean (1'51"68) Glenn Surgeloose (1'49"37) Louis Croenen (1'49"50) Pieter Timmers (1'48"93)          | 7'19"48 | 2        | 6      | Q    |
| 5    | Serbia     | Stefan Šorak (1'51"23) Đorđe Marković (1'49"24) Velimir Stjepanović (1'50"10) Radovan Siljevski (1'49"34)      | 7'19"91 | 1        | 4      | Q    |
| 6    | Russia     | Pavel Medvetskiy (1'50"60) Alexander Selin (1'50"64) Evgeny Kulikov (1'51"75) Viacheslav Andrusenko (1'49"45)  | 7'22"44 | 2        | 4      | Q    |
| 7    | Svizzera   | David Karasek (1'50"96) Dominik Meichtry (1'49"30) Alexandre Liess (1'51"72) Jean-Baptiste Febo (1'50"50)      | 7'22"48 | 2        | 2      | Q    |
| 8    | Austria    | David Brandl (1'50"30) Christian Scherübl (1'52"41) Markus Rogan (1'51"00) Dinko Jukić (1'50"04)               | 7'23"75 | 1        | 3      | Q    |
| 9    | Portogallo | Tiago Venâncio (1'52"11) Diogo Carvalho (1'51"02) Luis Emanuel Vaz (1'49"83) Mario Alexandre Pereira (1'51"26) | 7'24"22 | 2        | 3      |      |
| 10   | Polonia    | Michal Poprawa (1'52"33) Radosław Bor (1'51"29) Filip Bujoczek (1'50"65) Pawel Werner (1'50"66)                | 7'24"93 | 1        | 6      |      |
| 11   | Rep. Ceca  | Tomas Havránek (1'52"74) Martin Verner (1'51"18) Květoslav Svoboda (1'52"17) Jan Sefl (1'51"38)                | 7'27"47 | 1        | 7      |      |
| 12   | Norvegia   | Gard Kvale (1'50"85) Marco Aldabe-Bomstad (1'53"61) Ole Martin Ree (1'54"92) Sindri Þór Jakobsson (1'54"26)    | 7'33"64 | 2        | 5      |      |

### Finale
| Pos.    | Nazione  | Atleti | Tempo   | Corsia | Note |
| ------- | -------- | --- | ------- | ------ | ---- |
| Oro     | Germania | Paul Biedermann (1'46"70) Dimitri Colupaev (1'47"41) Clemens Rapp (1'47"90) Tim Wallburger (1'47"16)          | 7'09"17 | 5      |      |
| Argento | Italia   | Gianluca Maglia (1'48"56) Riccardo Maestri (1'47"87) Samuel Pizzetti (1'48"26) Filippo Magnini (1'48"41)      | 7'13"10 | 4      |      |
| Bronzo  | Ungheria | Dominik Kozma (1'48"31) Gergő Kis (1'47"60) Péter Bernek (1'49"46) László Cseh (1'48"23)                      | 7'13"60 | 3      |      |
| 4       | Belgio   | Dieter Dekoninck (1'49"91) Glenn Surgeloose (1'48"91) Louis Croenen (1'49"86) Pieter Timmers (1'46"90)        | 7'15"58 | 6      |      |
| 5       | Austria  | David Brandl (1'49"47) Markus Rogan (1'49"75) Christian Scherübl (1'50"24) Dinko Jukić (1'49"86)              | 7'19"32 | 8      |      |
| 6       | Russia   | Viacheslav Andrusenko (1'49"53) Pavel Medvetskiy (1'50"40) Alexander Selin (1'49"57) Evgeny Kulikov (1'49"95) | 7'19"45 | 7      |      |
| 7       | Serbia   | Đorđe Marković (1'49"95) Stefan Šorak (1'51"60) Velimir Stjepanović (1'49"27) Radovan Siljevski (1'49"38)     | 7'20"20 | 2      |      |
| 8       | Svizzera | David Karasek (1'51"00) Dominik Meichtry (1'48"81) Alexandre Liess (1'51"67) Jean-Baptiste Febo (1'50"82)     | 7'22"30 | 1      |      |